# 水郷佐原あやめパーク
水郷佐原あやめパーク（すいごうさわらあやめパーク）は、千葉県香取市にある市営植物園である。水郷筑波国定公園の表玄関として水郷地帯を代表する観光施設。
日本の花菖蒲園で唯一、舟による花鑑賞ができる。5月下旬 - 6月下旬には400品種150万本のアヤメ・ハナショウブが咲き乱れる水郷佐原あやめ祭りが開催。房総の魅力500選に選定されている。

## 概要

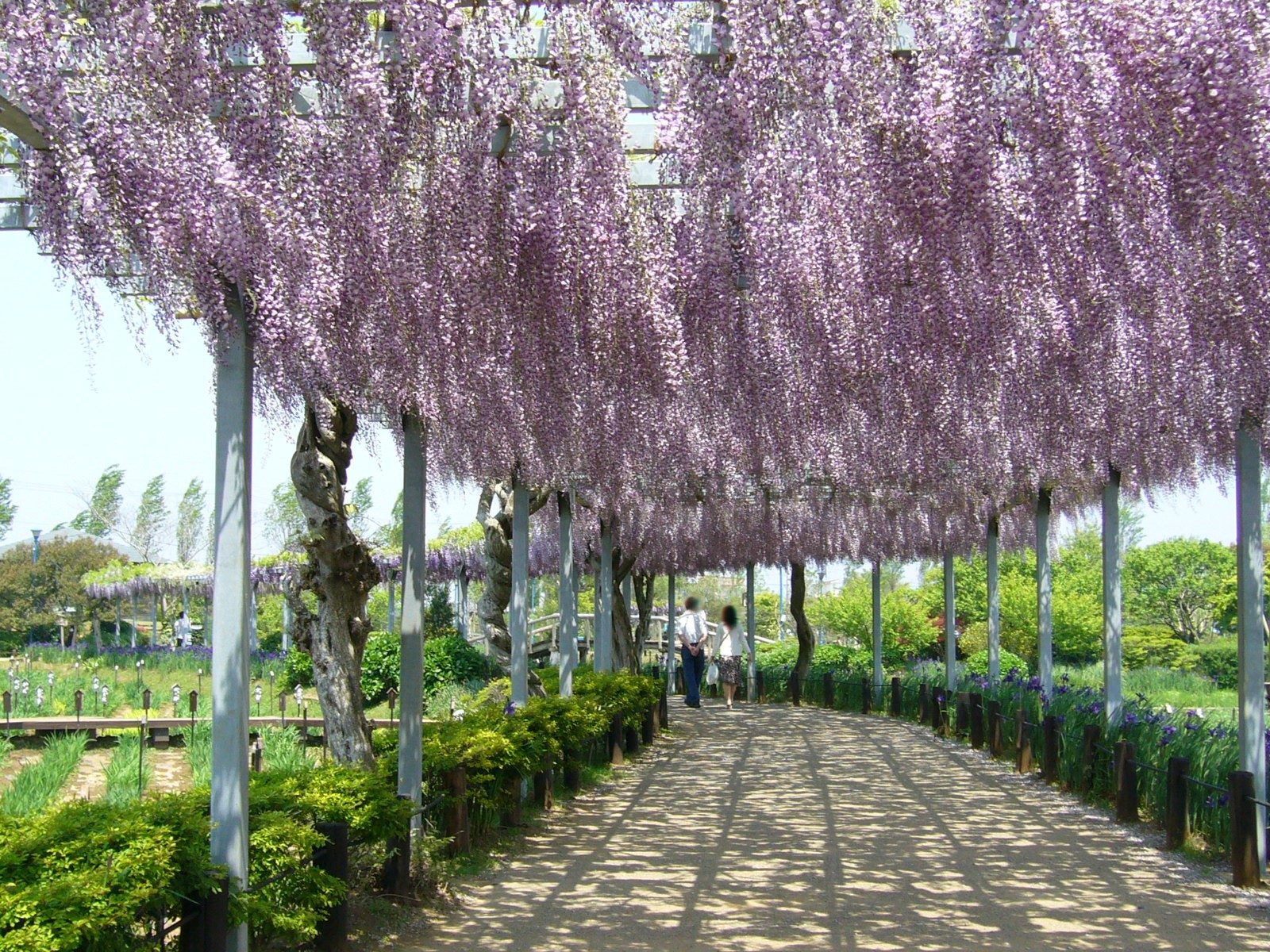
藤のトンネル（5月上旬頃）

1969年（昭和44年）に、当時の佐原市により佐原市立水生植物園（さわらしりつすいせいしょくぶつえん）として開園。後に市町村合併により、旧佐原市が香取市の一部となるのにあわせ水郷佐原水生植物園（すいごうさわらすいせいしょくぶつえん）と改称、更に2017年（平成29年）4月29日に現在の名前に改称した。
江戸時代に利根川の水運で栄え、重要伝統的建造物群保存地区として選定されている「佐原」の街に近く、水郷筑波国定公園の表玄関として水と緑を生かした観光レクリエーション施設。
約8ヘクタールの園内は島や橋、水面を配置し、アヤメ、ハナショウブやハス、フジ、ポプラなどが植えられ、水郷地帯の面影を表現している。

### 季節行事
ハナショウブ（アヤメ科）は150万本と日本有数の規模を有し、5月下旬から6月にかけての「あやめ祭り」期間中は多くの来訪者がある。品種としては江戸・肥後・伊勢系などの400品種150万本が植えられている。あやめ祭り期間中は、嫁入り舟や佐原囃子の演奏など様々なイベントが行われる。
サッパ舟と呼ばれる小舟で園内の花めぐりを楽しむことができる。絣の着物に赤い前掛けと足袋、三角の編み笠をかぶって棹を操る女船頭の姿は、この時期の風物詩となっている。
ハスは中国・南京市から贈られた千弁蓮など300種以上が植えられている。7月から8月にかけての早朝に開花する。この時期に「はす祭り」が行われる。

### 再整備完了
2011年（平成23年）に発生した東北地方太平洋沖地震（東日本大震災）により、香取市をはじめとした水郷地域に被害が発生したため、2016年（平成28年）までは営業を継続しつつも再整備を長期にわたり実施。整備が完了した2017年（平成29年）にあわせ、園自体の名称を「水郷佐原水生植物園」から「水郷佐原あやめパーク」に変更した。

## データ
- 開園時間 あやめ祭り中 8:00 - 18:00、はす祭り中 8:00 - 16:30、その他の期間 9:00 - 16:30
- 休園日 毎週月曜、年末年始（ただし、5月 - 8月無休）
- 入園料金 あやめ祭り中、大人800円、小・中学生400円、65歳以上700円。5月～8月、大人600円、小・中学生300円、65歳以上500円。4月・９月～11月、大人200円、小・中学生100円、65歳以上150円。12月～3月の期間は全ての年齢層で入園無料。※団体割引あり
- 園内サッパ船別料金、中学生以上500円（団体料金400円）、3歳以上小学生まで200円。

## 施設

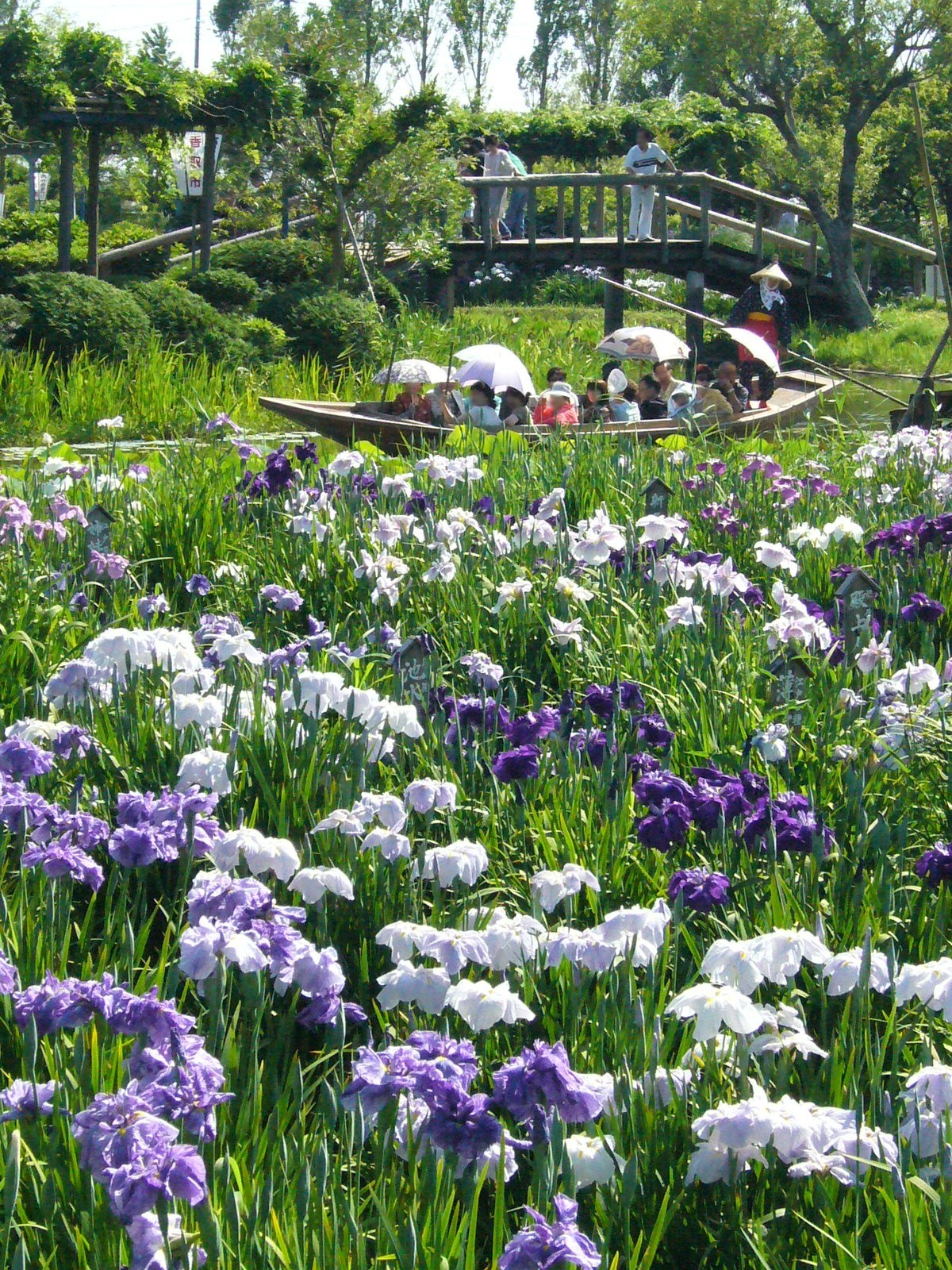
ハナショウブ田（6月頃）

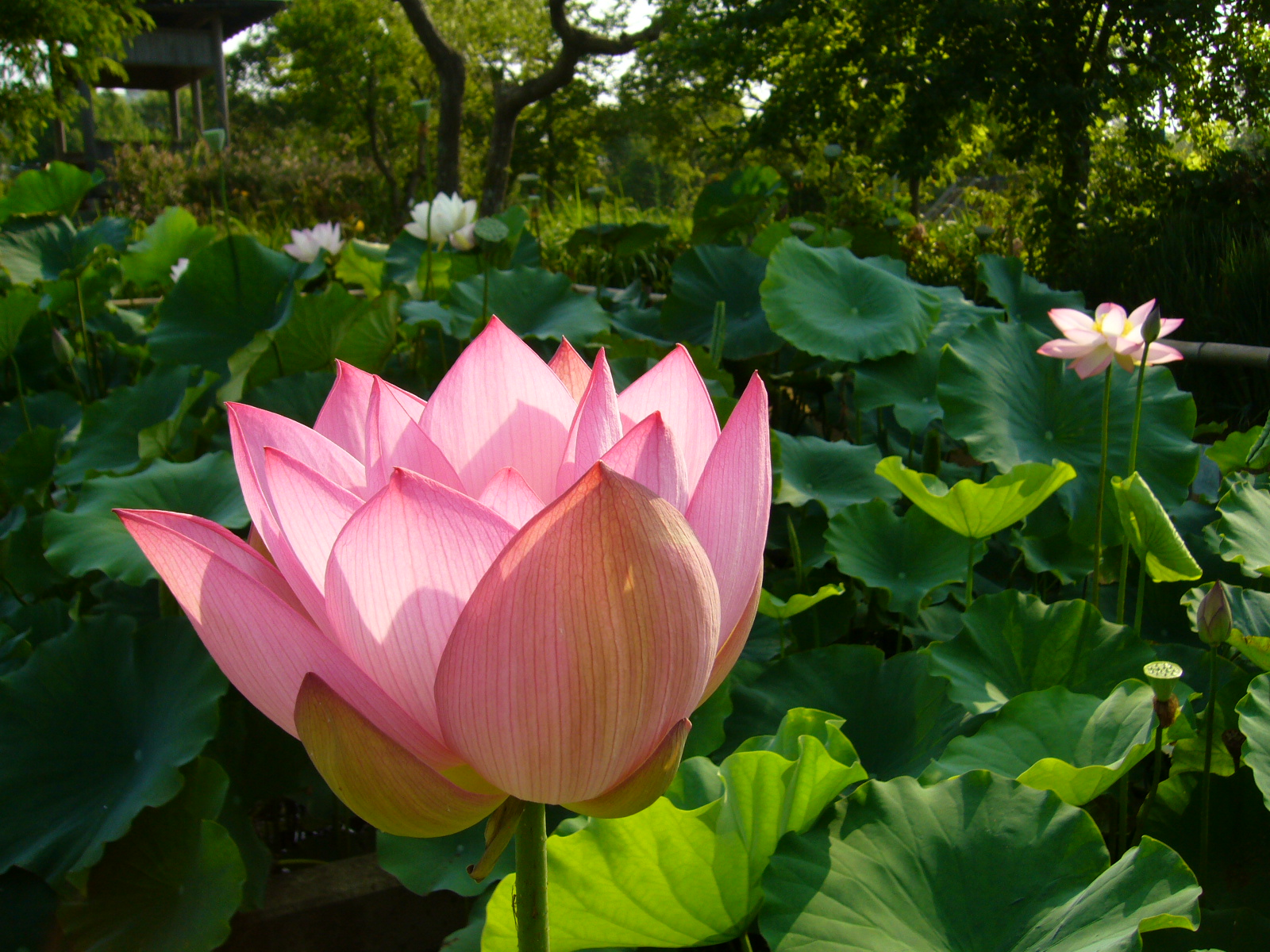
ハス回廊（7月頃）

### 自然施設

#### ハナショウブ田
日本有数のハナショウブ田。6月上旬になると、江戸・肥後・伊勢系など400品種150万本のハナショウブが見ごろを迎える。

#### ハス回廊
300品種の花ハスを栽培し、品種数では日本一の規模を有する。2000年前の種から発芽した大賀ハスや、花弁の数が1000枚以上ある千弁蓮など非常に珍しい花を見ることができる。7月から8月に見頃を迎え、早朝に開花する。

#### 藤のトンネル
5月上旬になると藤の花が見ごろを迎える。園内入口近くにある長さ70メートルに及ぶ藤のトンネルは通称「幸せの道」。その他、園内各所に藤棚がある。

#### 園内舟巡り
園内水路をサッパ舟と呼ばれる小舟に乗って巡りながら、ちょうど目線の高さにあるハナショウブやハスを楽しめる（運行期間は4月 - 10月雨天や強風時には欠航）。

#### 結の島
あやめ祭りの風物詩である嫁入り舟の際には、結の島にて神前式が執り行われる。香取神宮の神官を招き、ハナショウブに囲まれるなか新郎新婦が結ばれることから「結の島」と呼ばれている。

#### 四季の庭園
春の梅や桜のほか、モミジやイチョウなどの紅葉樹木や冬に花や実のなる木々を配置。

### 遊具施設

#### 森のあそび場
ハナショウブをイメージした大型滑り台やターザンロープなどの遊具施設と芝生の広場。

#### ドッグラン
広さ約600平方メートルの芝生ドッグラン。犬用の水飲み・足洗い場完備。利用料金は1頭1回200円。利用者証有。　

### 管理施設

#### 管理棟
パークへの入口。チケット売り場、インフォメーションがある。

#### トイレ
園内3箇所に多目的トイレを備えたトイレがある。

### 売店・カフェ

#### 売店棟
おみやげの販売。あやめ祭り期間中に営業。

#### 体験工房棟
ハナショウブの植替えや工作などの体験教室を開催（公式ホームページ参照）。あやめ祭り期間はおみやげも販売。

#### Cafe アイリス
休憩棟。軽食と休憩スペース。あやめパークならではのメニューを提供している。

## 交通
例年あやめ祭り期間中の6月土曜・日曜日には、東京方面から臨時列車の特急あやめ祭り号が運転されている。

### 公共交通機関
- JR東日本：十二橋駅から徒歩約35分
- JR東日本：東京駅から関東鉄道（鉾田行、佐原・麻生経由、高速バス）乗車、「水郷佐原あやめパーク入口」下車
- あやめ祭り期間中、佐原駅から京成バス千葉イーストによる臨時シャトルバスも運行される

### 自動車
高速道路
- 首都高速湾岸線・東関東自動車道：佐原香取インターチェンジから20分
- 首都圏中央連絡自動車道・東関東自動車道：大栄インターチェンジから25分

一般道路
- 国道51号「水郷大橋北交差点」から千葉県道101号潮来佐原線「与田浦・潮来」方面へ

駐車場
- 駐車場有（無料、乗用車500台、大型バス30台）

## ギャラリー

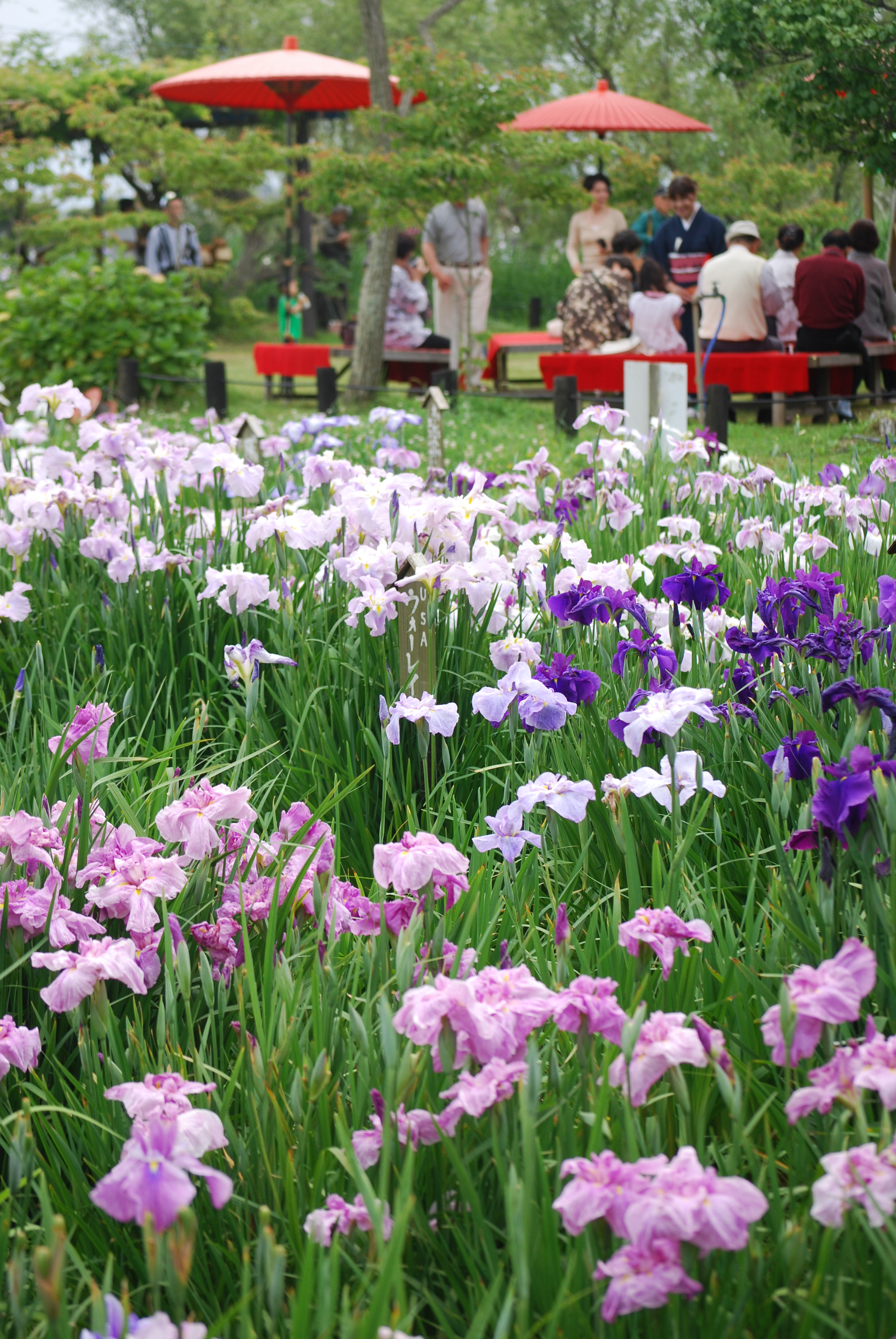
花菖蒲見頃
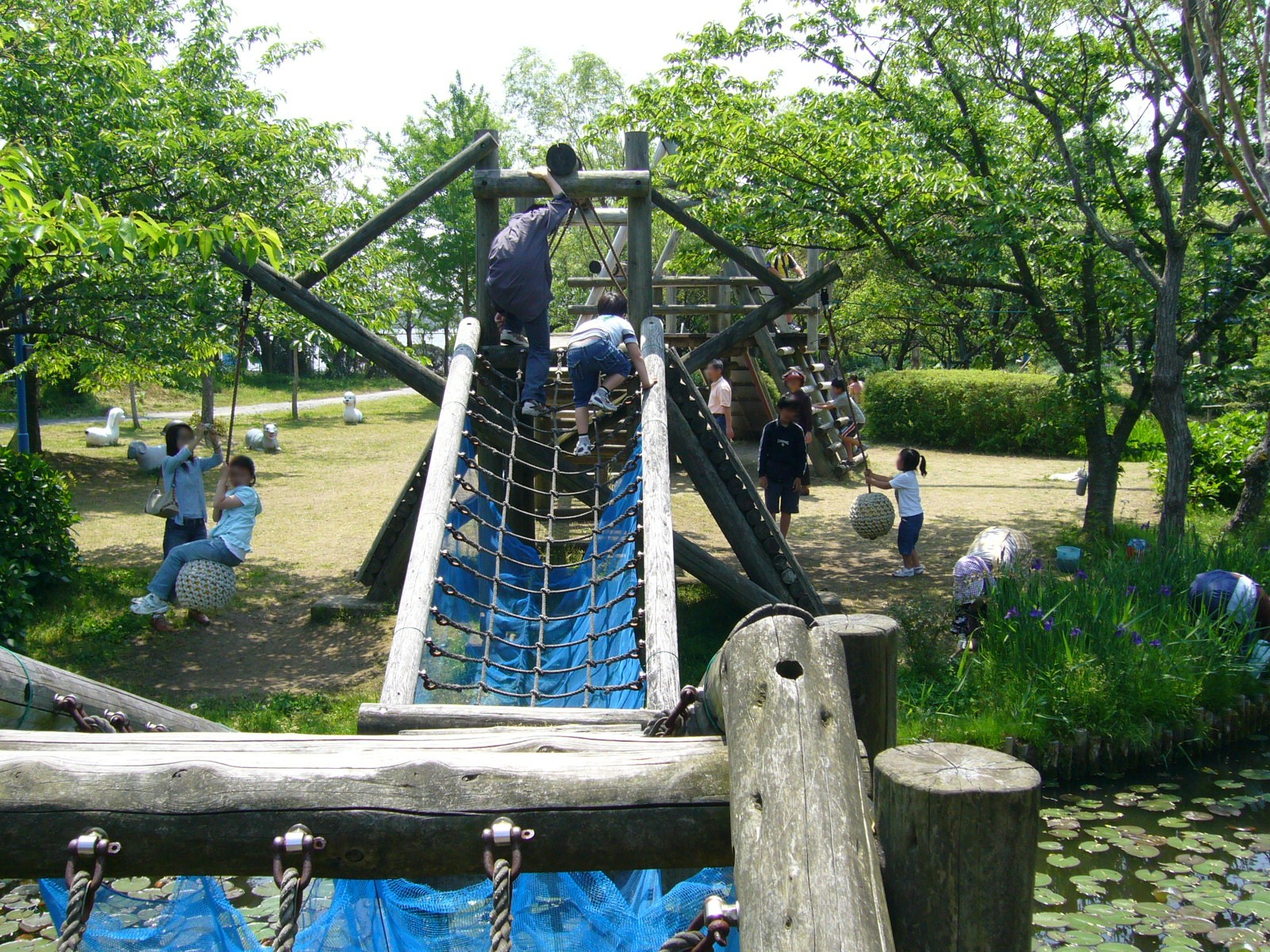
園内遊び場
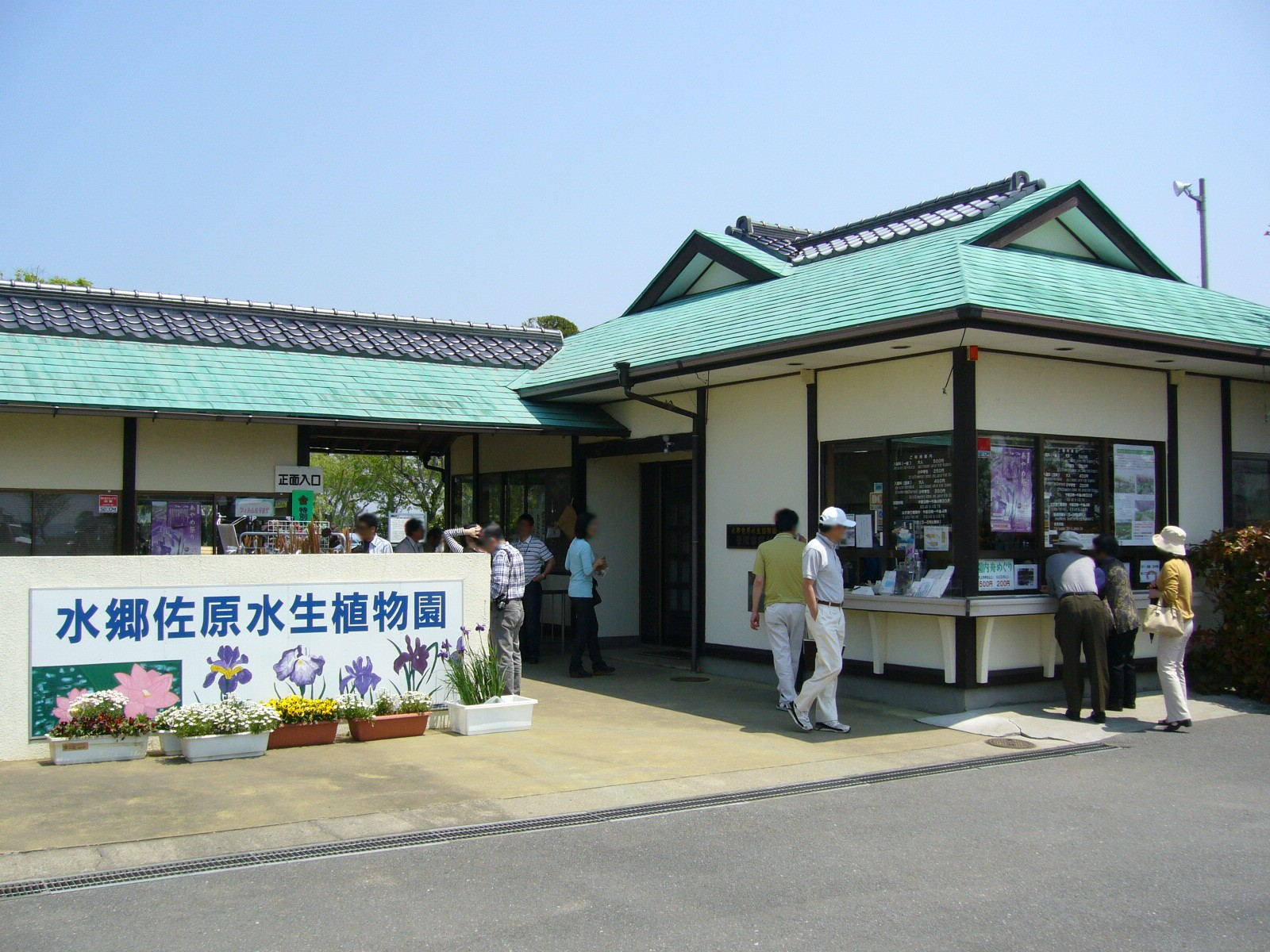
水郷佐原水生植物園当時の受付
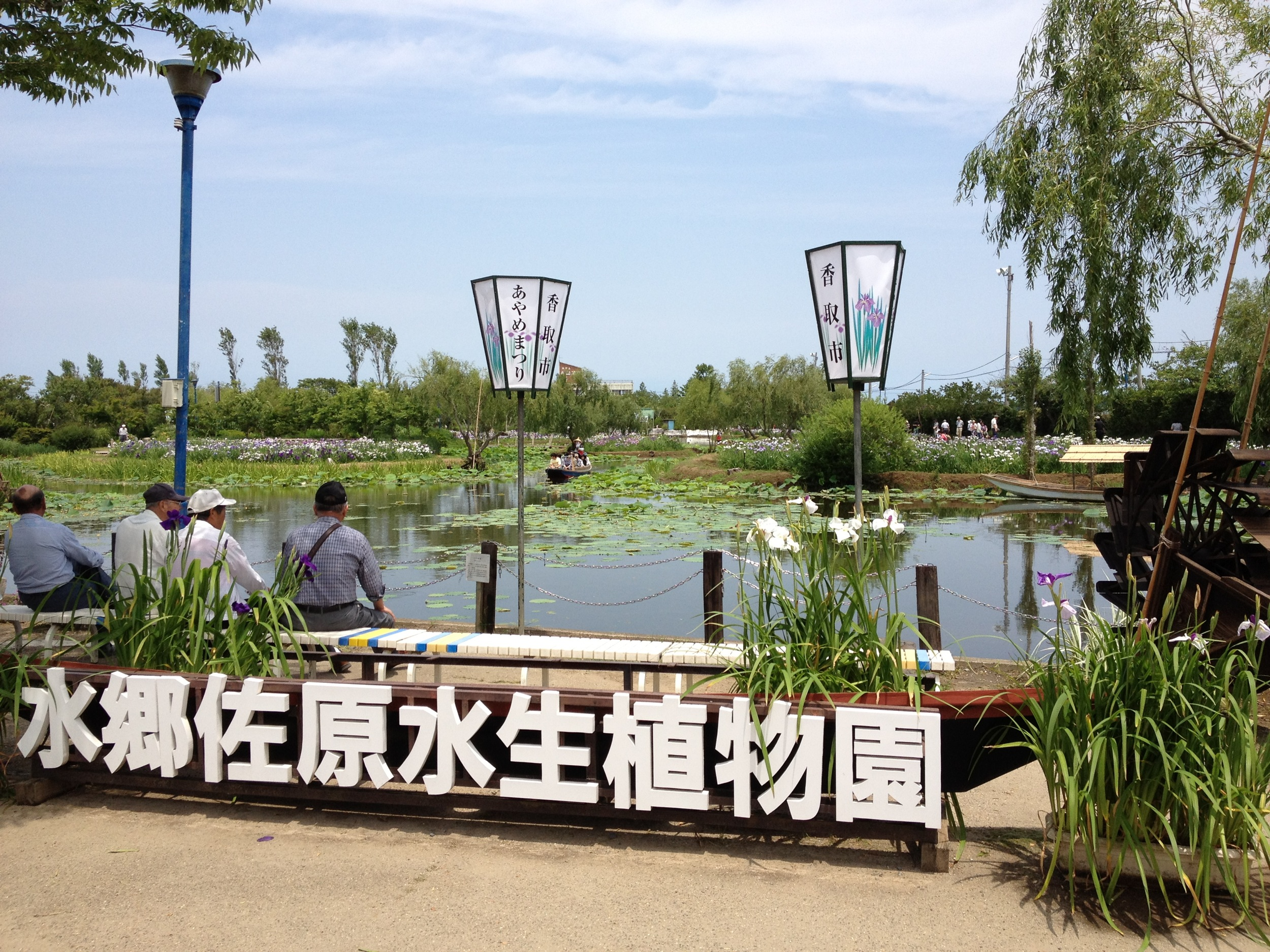
水郷佐原水生植物園当時の園内の様子